# Fiachnae mac Áedo Róin
Fiachnae mac Áedo Róin (mort en 789) était un roi d'Ulaid qui régna pendant la plus grande partie de la deuxième moitié du VIIIe siècle, approximativement de 750 à 789. Il appartenait à la famille des Dál Fiatach, « descendants de Fiatach » (Fiatach Finn mac Dáire), un roi légendaire qui vécut à la fin du Ier siècle de notre ère. Cette famille, qui fournit la quasi-totalité des rois d'Ulaid, avait ses établissements centrés autour de l'actuel comté de Down, dans la partie la plus orientale de l'actuelle province d'Ulster. 

## Origines
Fiachnae était le fils d'Áed Róin mac Bécce Bairrche, un roi d'Ulaid qui mourut décapité en 735 à Faughart, dans la région de Magh Muirtheimhne, après y avoir été défait par le Haut-Roi Áed Allán mac Fergaile des Uí Néill. 
La suite de cette bataille est mal connue. Il est possible que la mort d'Áed Róin ait débouché sur un interrègne d'une quinzaine d'années (c'est la thèse du professeur Francis John Byrne), à moins que Cathussach mac Ailello, roi de la tribu des Dál nAraidi, n'ait usurpé le trône d'Ulaid. À la mort de Cathussach, qui périt assassiné en 749, Bressal, fils d'Áed Róin, prit brièvement le pouvoir avant d'être lui aussi probablement assassiné dès l'année suivante. Toutefois, sa mort ne provoqua pas de nouvelle alternance et les Dál Fiatach conservèrent la royauté au profit de Fiachnae, le frère de Bressal. 
Par son long règne, Fiachnae allait restaurer la fortune des Dál Fiatach.

## Règne
Il commença en 759 en s'impliquant dans une dispute interne au monastère d'Ard Ṁacha (Armagh), la capitale religieuse de l'Irlande située à l'ouest de ses domaines. Les Annales de Tigernach nous apprennent que « Airechtach, prêtre (sacerdote) d'Armagh était en désaccord avec l'abbé Fer dá Crích ». Le roi de Brega, Dúngal mac Amalgado, prit fait et cause en faveur d'Airechtach et s'opposa à Fiachnae, qui soutenait l'abbé. L'affaire se solda par une rencontre à Emain Macha, tout près d'Ard Macha, où Dúngal et son allié, Donn Bó mac Con Brettan, roi de Fir Rois, furent tous les deux tués. 
En 761, Fiachnae vainquit les Uí Echach Coba (une branche des Dál nAraidi établie dans les actuelles baronnies de la Haute et de la Basse Iveagh, dans la partie occidentale du comté de Down) à la bataille d'Áth Duma où leur roi, Ailill mac Feidlimid, fut tué. Les Uí Echach Coba seront encore défaits en 776, cette fois par les Ind Airthir (une tribu installée dans l'actuel comté d'Armagh) à la bataille d'Áth Duma, et leur roi, Gormgal mac Conaille, successeur d'Ailill, mourra lui aussi au combat. 
Lorsque les Dál nAraidi s'enfoncèrent dans la guerre civile en 776, Fiachnae soutint le prétendant Tomaltach fils d'Indrechtach. Celui-ci s'allia à Eochaid, le fils de Fiachnae, et tous deux l'emportèrent à la bataille de Drong. Fiachnae réglait ainsi les comptes de sa famille : le roi des Dál nAraidi, Cinaedh Cairrge (Cinaed de Carraic), le fils de ce Cathussach qui s'était titré roi d'Ulaid à la mort du père de Fiachnae, fut tué au cours du combat, de même que son allié Dúngal, roi des Uí Tuirtri (une tribu installée à l'ouest du Lough Neagh). 
La puissance de Fiachnae devint telle que le Haut-Roi Donnchad mac Domnaill voulut tenir avec lui une assemblée royale en 784 à Inis na Ríg, l'une des îles situées au large de Skerries. La rencontre tourna court : pour ne pas apparaître comme le plus faible (et peut-être aussi parce qu'il se méfiait de lui), Donnchad refusa de monter sur le navire de Fiachnae qui, de son côté et pour la même raison, refusa de descendre à terre. Cette rencontre manquée donna lieu à un poème qui nous est parvenu : 
« Quel fut le résultat 
De la rencontre d'Inis na Ríg ?
Donnchad ne voulut pas davantage aller sur la mer
Que Fiachnae aborder la côte. »

## Expansion de l'influence des Dál Fiatach
L'expansion des Dál Fiatach vers le nord-ouest en direction du Lough Neagh commença sous son règne, et coupa les Dál nAraidi de leurs vassaux du sud, les Uí Echach Coba. 
Fiachnae accorda également très tôt son patronage à l'abbaye de Bangor, au nord de son royaume, un monastère jusque-là soumis à l'influence des Dál nAraidi. Son règne commença en effet par un événement miraculeux : les Annales d'Ulster rapportent qu'en 753 une baleine s'échoua à Bairche. Cette baleine possédait trois dents en or pesant chacune 1,5 kilogramme : l'une de ces dents fut placée sur l'autel de l'abbaye de Bangor.
Fiachnae suivait peut-être là l'exemple de son père puisque Downpatrick était devenu monastère royal avant 753 (lorsque le premier abbé de Downpatrick apparaît dans les annales), et resta au cours des siècles suivants le premier centre religieux du royaume. 
Ses fils Eochaid (mort en 810) et Cairell (mort en 819) furent à leur tour rois d'Ulaid. Un autre de ses fils, Loingsech, mourut en 800 abbé de Downpatrick. Un de ses neveux, Diarmait (mort en 825) était un Céli Dé (Culdee). Anachorète et réformateur, il fonda le monastère de Diseart Diarmad (« l'hermitage de Dermot », aujourd'hui Castledermot dans l'actuel comté de Kildare) en 812. 
Fiachnae mourut en 789. 

### Artivle connexe
- Liste des rois d'Ulaid